# Tharra constricta
Tharra constricta är en insektsart som beskrevs av Nielson 1975. Tharra constricta ingår i släktet Tharra och familjen dvärgstritar. Inga underarter finns listade i Catalogue of Life.